# Interkantonales Doppelbesteuerungsverbot
Das Interkantonale Doppelbesteuerungsverbot (auch Verbot der interkantonalen Doppelbesteuerung) ist ein steuerrechtlicher Schweizer Verfassungsgrundsatz.
Aufgrund der föderalen Ausgestaltung des Schweizer Steuerrechts kann es vorkommen, dass ein Sachverhalt in mehreren Kantonen einer Steuer unterliegen würde. Gemäss Bundesverfassung ist die doppelte Besteuerung von mehreren Kantonen jedoch verboten.

## Grundlage
Das Verbot der interkantonalen Doppelbesteuerung ist in Art. 127 Abs. 3 Satz 1 Bundesverfassung unter dem Titel "Grundsätze der Besteuerung" gesetzlich verankert. Satz 2 überträgt dem Bund ausserdem die Kompetenz und den Auftrag, die nötigen Vorkehrungen zu treffen. Zudem gibt es zu dieser Frage eine reiche bundesgerichtliche Rechtsprechung. Diese war insbesondere deshalb nötig, da die alte Bundesverfassung in Art. 46 Abs. 2 den Gesetzgeber zwar beauftragte, Bestimmungen gegen die interkantonale Doppelbesteuerung zu erlassen, dieser jene Kompetenz aber nie ausgeschöpft hatte.
Eine Doppelbesteuerung im Sinne der Bundesverfassung liegt dann vor, wenn dasselbe Steuersubjekt und dasselbe Steuerobjekt im gleichen Zeitraum (Steuerperiode) von zwei oder mehreren Kantonen besteuert werden. Keine Doppelbesteuerung liegt also etwa vor, wenn Alleinaktionär im einen und die Aktiengesellschaft in einem anderen Kanton besteuert werden, wenn eine Person im einen Kanton Einkommenssteuer und in einem anderen Grundstückgewinnsteuer entrichten muss oder wenn sich die steuerliche Zugehörigkeit infolge eines Umzuges ändert.

## Kollisionsregeln
Da wie erwähnt trotz verfassungsmässiger Ermächtigung der schweizerische Gesetzgeber nie ein Gesetz betreffend der interkantonalen Doppelbesteuerung erlassen hatte, konkretisierte das Bundesgericht in über hundertjähriger Rechtsprechung den Inhalt des Verbots zu einem direkt anwendbaren verfassungsmässigen Recht. Ausserdem hat es Kollisionsregeln aufgestellt, welche die Steuerhoheit eines Tatbestandes einem Kanton ausschliesslich zuweisen. Dabei wird zwischen aktueller und virtueller Doppelbesteuerung unterschieden.

### Aktuelle Doppelbesteuerung
Eine aktuelle Doppelbesteuerung liegt vor, wenn ein Steuersubjekt für ein Steuerobjekt in nämlichen Zeitraum in mehr als einem Kanton steuerlich belastet wird. Dies kann sowohl in zeitlicher als auch in sachlicher Hinsicht auftreten.
Eine sachlichen Kollision liegt dann vor, wenn ein Steuersubjekt in mehreren Kantonen wirtschaftlich zugehörig ist und somit in mehreren Kantonen einer beschränkten Steuerpflicht unterliegt. Dies ist insbesondere bei Geschäften mit mehreren Betriebsstätten der Fall oder bei natürlichen Personen, die außerhalb ihres Hauptsteuerdomizils noch Liegenschaften besitzen. Liegt ein solcher Sachverhalt vor, so ist die Steuer im Sinne einer interkantonalen Steuerausscheidung unter den Kantonen aufzuteilen, was etwa anhand des Umsatzes oder der Arbeitnehmer geschehen kann. Der Repartitionswert soll die Bewertungsunterschiede von Immobilien in den einzelnen Kantonen beheben.
Eine zeitliche Kollision ist dann gegeben, wenn ein Steuersubjekt innerhalb einer Steuerperiode das Steuerdomizil wechselt. Es stellt sich somit in Frage, ob der Weg- oder Zuzugskanton Steuerberechtigt ist und in welchem Umfang.
Natürliche Personen sind jeweils in diesem Kanton steuerpflichtig, in welchem sie am Ende der Steuerperiode ihren Wohnsitz haben.
Bei juristischen Personen wird unterschieden, ob sich ihre wirtschaftliche oder ihre persönliche Zugehörigkeit geändert hat. Im ersten Fall ist auch der am Ende der Steuerperiode berechtigte Kanton für die ganze Steuerperiode berechtigt, wogegen im zweiten Fall eine zeitliche Aufteilung (pro rata temporis) zwischen den beiden Kantonen vorgenommen wird.

### Virtuelle Doppelbesteuerung
Das Bundesgericht hat in seiner ausführlichen Rechtsprechung festgelegt, welcher Kanton für welche Steuer ausschliesslich zuständig sei. Dabei ist es von der persönlichen und wirtschaftlichen Zugehörigkeit des Steuersubjektes ausgegangen. So ist etwa unselbständiges Erwerbseinkommen am Wohnsitz zu versteuern, das Vermögen und die Erträge aus Liegenschaften am Ort derselben und Geschäftseinkommen am Ort der Tätigkeit.
Dabei nimmt das Bundesgericht auch eine unerlaubte Doppelbesteuerung an, wenn ein nichtberechtigter Kanton eine Steuer erhebt, für welche er nicht zuständig wäre, auch wenn der zuständige Kanton selber keine Steuer erhebt. Eine (virtuelle) Doppelbesteuerung (auch Doppelbesteuerung in thesi) liegt also auch dann vor, wenn der Steuerpflichtige steuerlich gar nicht doppelt belastet wird.

### Schlechterstellungsverbot
Aus prozessrechtlichen Gründen hat das Bundesgericht schliesslich auch das eigentlich zum Grundrecht der Rechtsgleichheit gehörende Schlechterstellungsverbot unter das Doppelbesteuerungsverbot subsumiert.
Nach diesem Grundsatz darf ein Steuersubjekt nicht allein deshalb schlechter gestellt – ergo höher besteuert – werden, weil es sein Hauptsteuerdomizil in einem anderen Kanton hat. Wichtig ist dies insbesondere im Zusammenhang mit der Möglichkeit, bestimmte Abzüge oder in anderen Kantonen erlittene Verluste geltend zu machen. Nicht verboten ist die Schlechterstellung der „eigenen“ Steuersubjekte gegenüber den ausserkantonalen.

## Rechtsschutz
Auf kantonaler Ebene verläuft der Rechtsschutz den (26) kantonalen Prozessordnungen.
Auf Bundesebene kann eine interkantonale Doppelbesteuerung zuerst mit Beschwerde ans Bundesverwaltungsgericht (Art. 31 Verwaltungsgerichtsgesetz), danach mit Beschwerde in öffentlich-rechtlichen Angelegenheiten (Art. 82 ff. Bundesgerichtsgesetz) vor Bundesgericht gerügt werden.
Steht die Beschwerde ans Bundesgericht nicht offen, kann gegebenenfalls die subsidiäre Verfassungsbeschwerde (Art. 113 ff. Bundesgerichtsgesetz) erhoben werden.
Neben natürlichen und juristischen Personen können sich auch Kantone auf das Doppelbesteuerungsverbot berufen und zwar dann, wenn ein nicht zuständiger Kanton "ihre" Steuer erhoben hat. Solche Ansprüche können mit der Klage vor Bundesgericht (Art. 120 Abs. 1 lit. b Bundesgerichtsgesetz) angehoben werden.